# توموکی سوزوکی
توموکی سوزوکی (انگلیسی: Tomoki Suzuki؛ زادهٔ ۸ ژوئن ۱۹۸۵) بازیکن فوتبال اهل ژاپن است.
از باشگاه‌هایی که در آن بازی کرده‌است می‌توان به باشگاه فوتبال کونسادول ساپورو اشاره کرد.